# Depotfunde im Almindingen
Die neolithischen Depotfunde im Almindingen, bei Østermarie, die von den Trägern der Trichterbecherkultur (TBK) niedergelegt wurden, wurden an zwei Stellen im gewachsenen Boden gefunden. Almindingen ist der fünftgrößte Wald Dänemarks und liegt im Zentrum der dänischen Insel Bornholm.
Im Depot 1 lagen zwei besonders schöne graubraune, geschliffene, dünnnackige Feuersteinbeile in 0,6 Tiefe. Ihre Längen betragen 36 bzw. 37 cm. Die größte Dicke beträgt 2,5 bzw. 2,0 cm. 
Im Depot 2 lagen in 1,0 m Tiefe am Rande eines Sumpfes „auf Lehm unter dem Moorboden zwischen drei großen Steinen“ als Zusammenfunde:
- Zwölf dicknackige, gemuschelte Beile mit Längen zwischen 13,6 und 28,2. cm.
- Sechs dicknackige, gemuschelte Beile mit Längen zwischen 18,2 und 26,0 cm.
- Vier geschliffene, graue Meißel mit Längen zwischen 16,4 und 24,6 cm.
- Zwei schlanke, gemuschelte Meißel mit Längen von 13,1 und 23,5 cm.
- Ein schlankes dicknackiges, geschliffenes Beil von 11,9 cm Länge.

Auf Bornholm verzeichnete Rech 1979 noch sechs weitere Depotfunde.